# Underkläder
Underkläder är kläder som främst är skapade för att bäras under andra kläder, närmast kroppen. Underkläder är ofta tunna. De kan fungera som ett skydd för de andra kläderna från kroppsvätskor, forma kroppen eller ge stöd åt vissa kroppsdelar.
Hur underkläder har varit konstruerade och deras funktion varierar kraftigt genom historien och beroende på kultur. I kallare klimat förekommer tjockare underkläder med långa armar och ben för att hålla värmen bättre och denna typ av underkläder kallas idag ibland för underställ.
Underkläder kan vara kulturellt mycket laddade objekt och kan ha religiös betydelse, som exempelvis mormonernas tempelklädnad. Vissa underkläder är skapade för att vara erotiska.
Att exponera sina underkläder kan uppfattas som ofint. Vissa typer av underkläder används nästan uteslutande under andra kläder medan andra, som T-shirt, strumpor och vissa shorts, kan fungera som yttre plagg. Vilka underklädesliknande plagg som samhället i stort anser är acceptabelt att bäras synliga är beroende av flera faktorer som kultur, mode, ålder, situation och tidpunkt på dygnet. Vissa underkläder används även som nattplagg.
Lingerie är finare underkläder gjorda av bland annat siden.
Ordet "underkläder" är belagt i svenska språket sedan 1579.

## Historia
Under forntiden brukades höftkläde och skrevkläde som underkläder. Tunikan var ett underklädesplagg under antiken. I nordisk medeltid användes underkläder av linne men i enklare fall troligen blaggarn eller hampa. Även ull var förekommande under denna period.
Under den tidiga medeltiden fick inte underkläder synas alls då de associerades med den kroppsliga synden. Detta tänkande upphörde under senmedeltiden. Under senmedeltiden utökades antalet underkläder på grund av försämrat klimat.
Under renässansen kunde underkläderna vara synliga och - i de högre stånden - dyrbara.
Korsett och styvkjol började bäras av kvinnor på 1500-talet och det höll i sig ända in på 1900-talet. Kvinnor hade ofta tre underkjolar varav den innersta fungerade bland annat som menstruationsskydd.
Bomull blev billigt på 1800-talet vilket ledde till ökat bruk hos båda könen av kalsonger som tidigare varit ovanligt. Även mamelucker blev vanligt för kvinnor. Mamelucker var öppna i grenen eftersom det doldes av korsetten. Underkjolarna blev ännu fler och man kunde ha 6-8 stycken samtidigt. Under 1800-talet blev också underkläder i lärft och trikå vanliga.
Under 1900-talet, då uppvärmningen av hus förbättrades, sjönk antalet underkläder. Korsetten ersattes av BH och höfthållare. Höfthållaren försvann i sin tur och ersattes av strumpbyxor. Damkalsonger blev benlösa trosor. Även storleken på underkläderna ändrades, de blev lättare och mindre.

## Bildgalleri

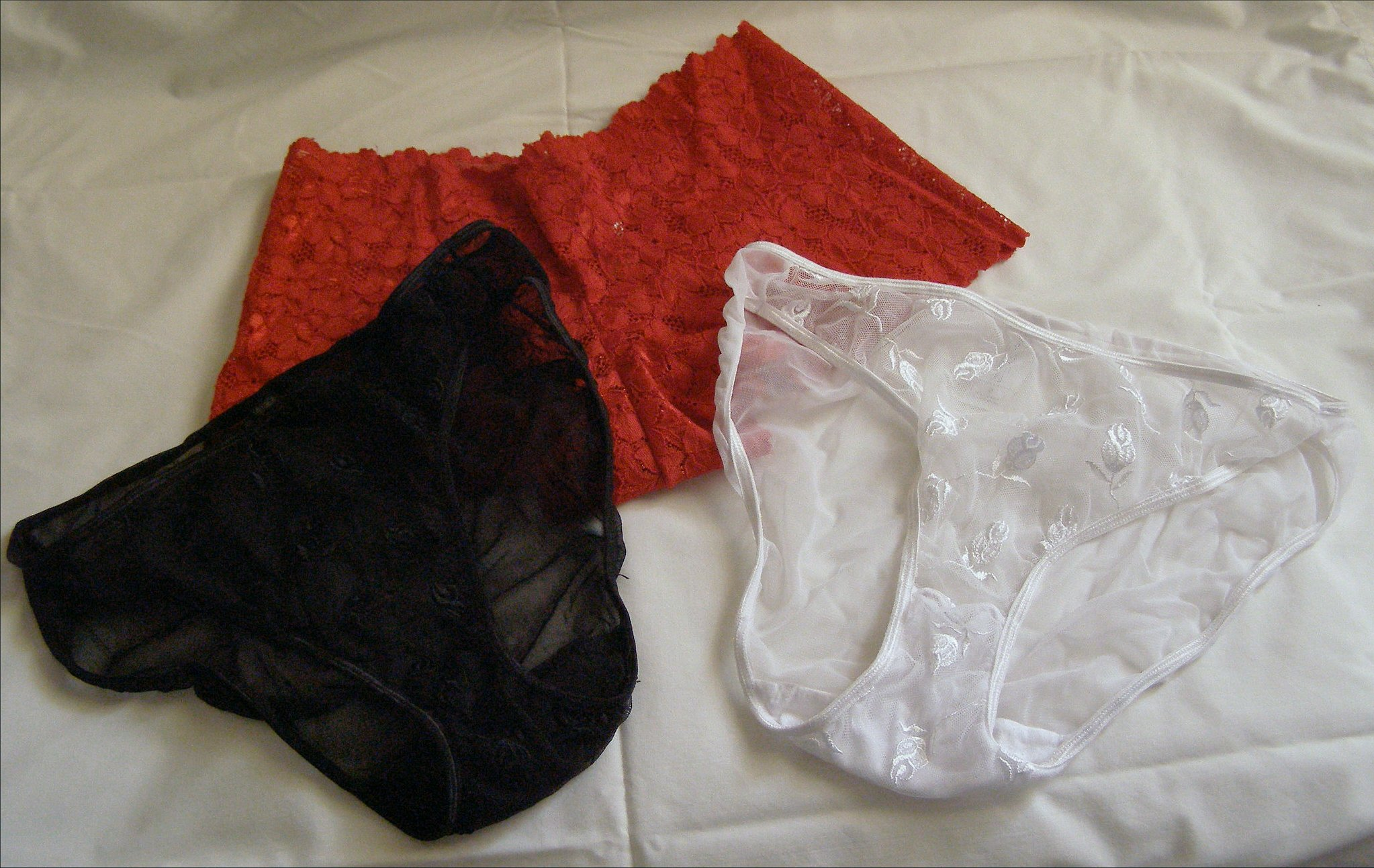
Samtida trosor
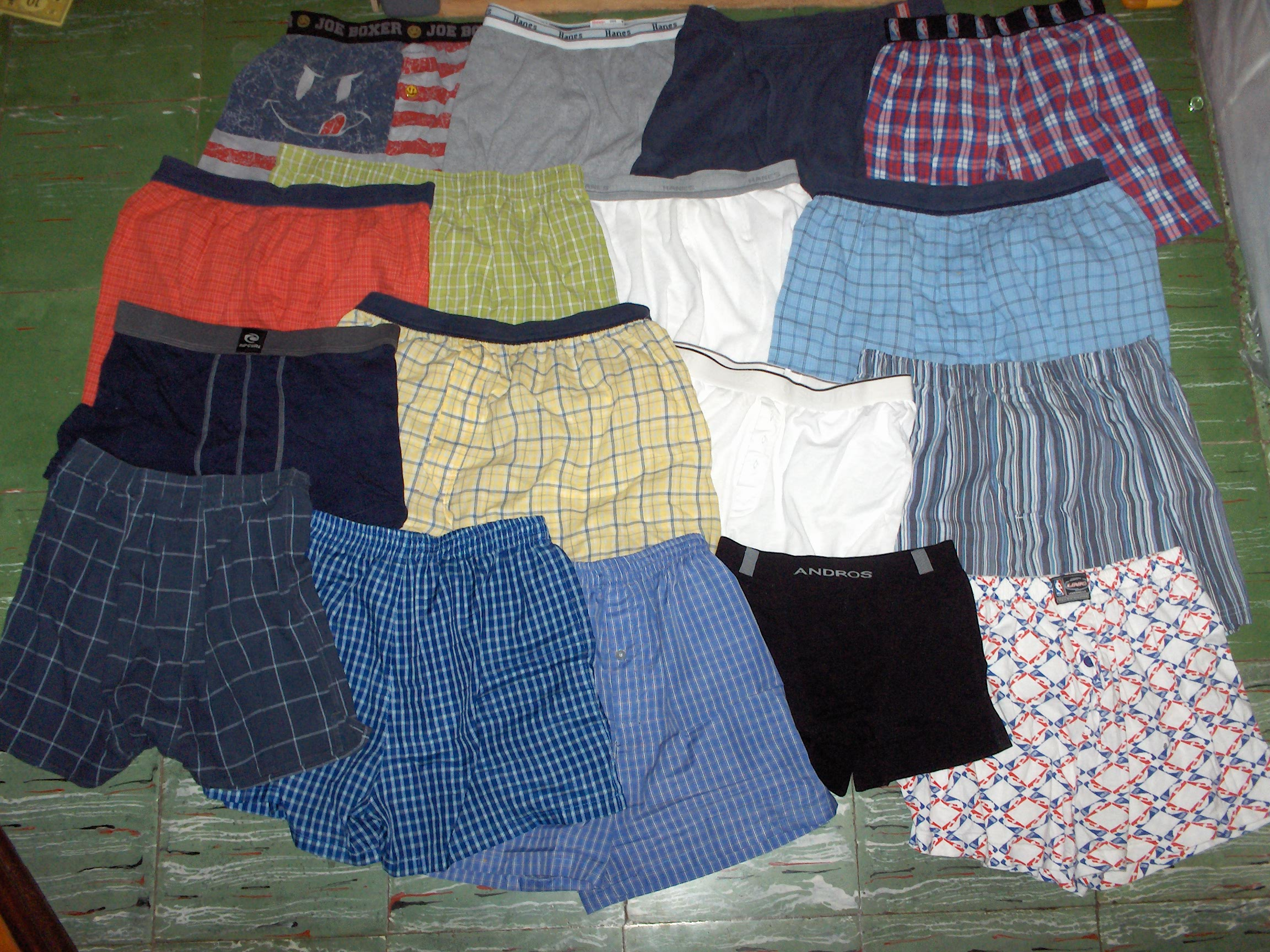
Samtida kalsonger
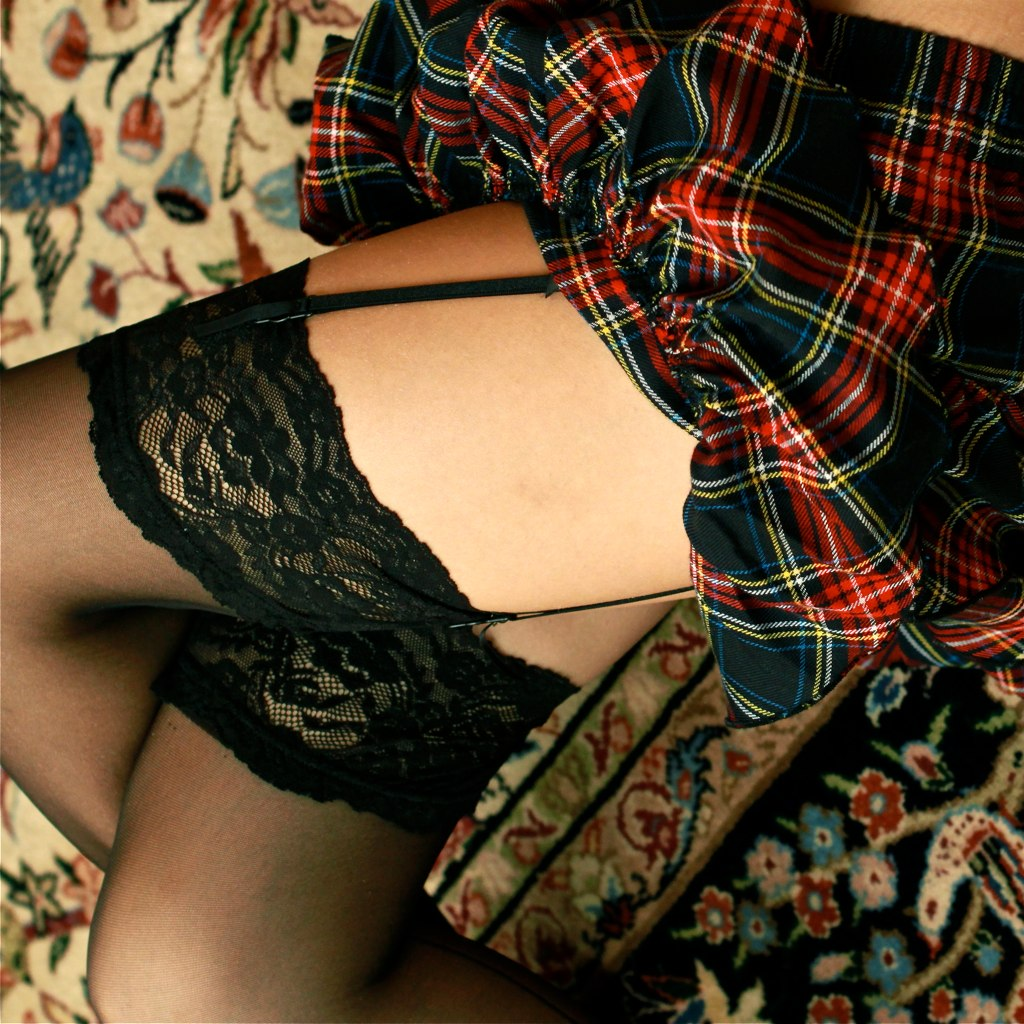
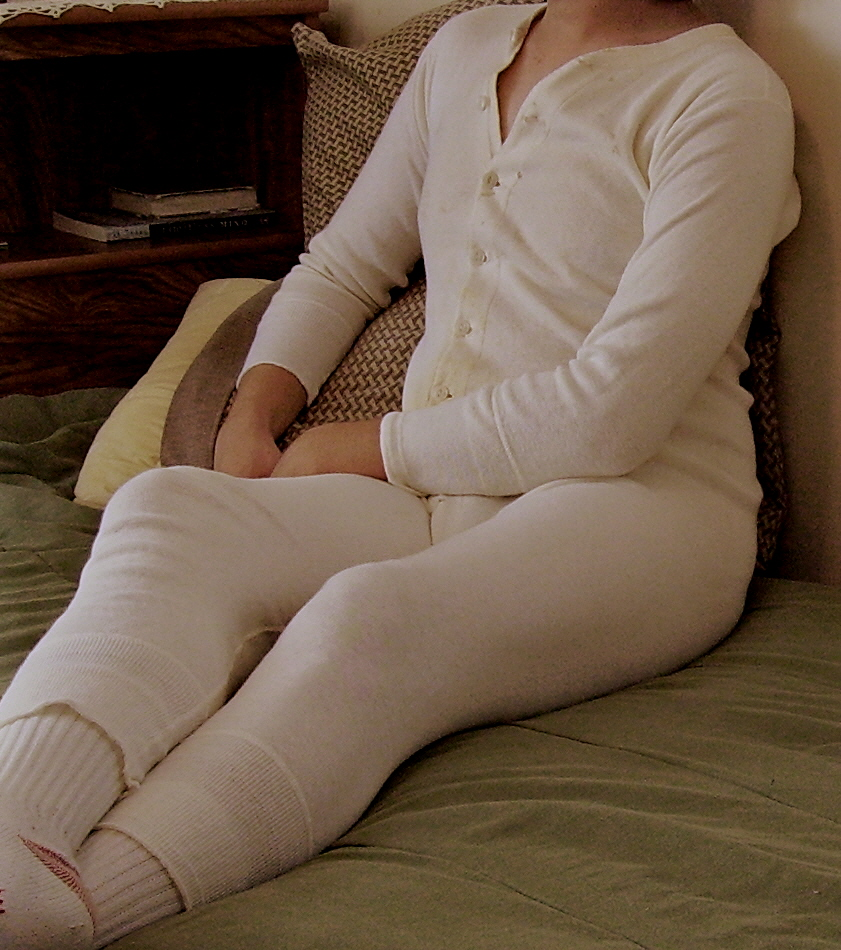

## Exempel på olika underkläder
- Linne
- Kalsonger
- Trosor
- BH
- Underkjol
- Mamelucker
- Korsett
- Strumpebandshållare
- Livstycke
- Teddy
- Gördel
- Nylonstrumpor
- Strumpbyxor
- Strumpor
- Långkalsonger
- Underbyxor